# Velký Lopeník
Der Velký Lopeník (tschechisch) bzw. Veľký Lopeník (slowakisch), (deutsch Großer Lopenik) ist ein 911 m hoher Berg in den Weißen Karpaten. Er befindet sich 17 Kilometer südöstlich von Uherský Brod und 20 Kilometer nordwestlich von Trenčín. Über seinen Gipfel verläuft die Staatsgrenze zwischen Tschechien und der Slowakei.

## Geographie

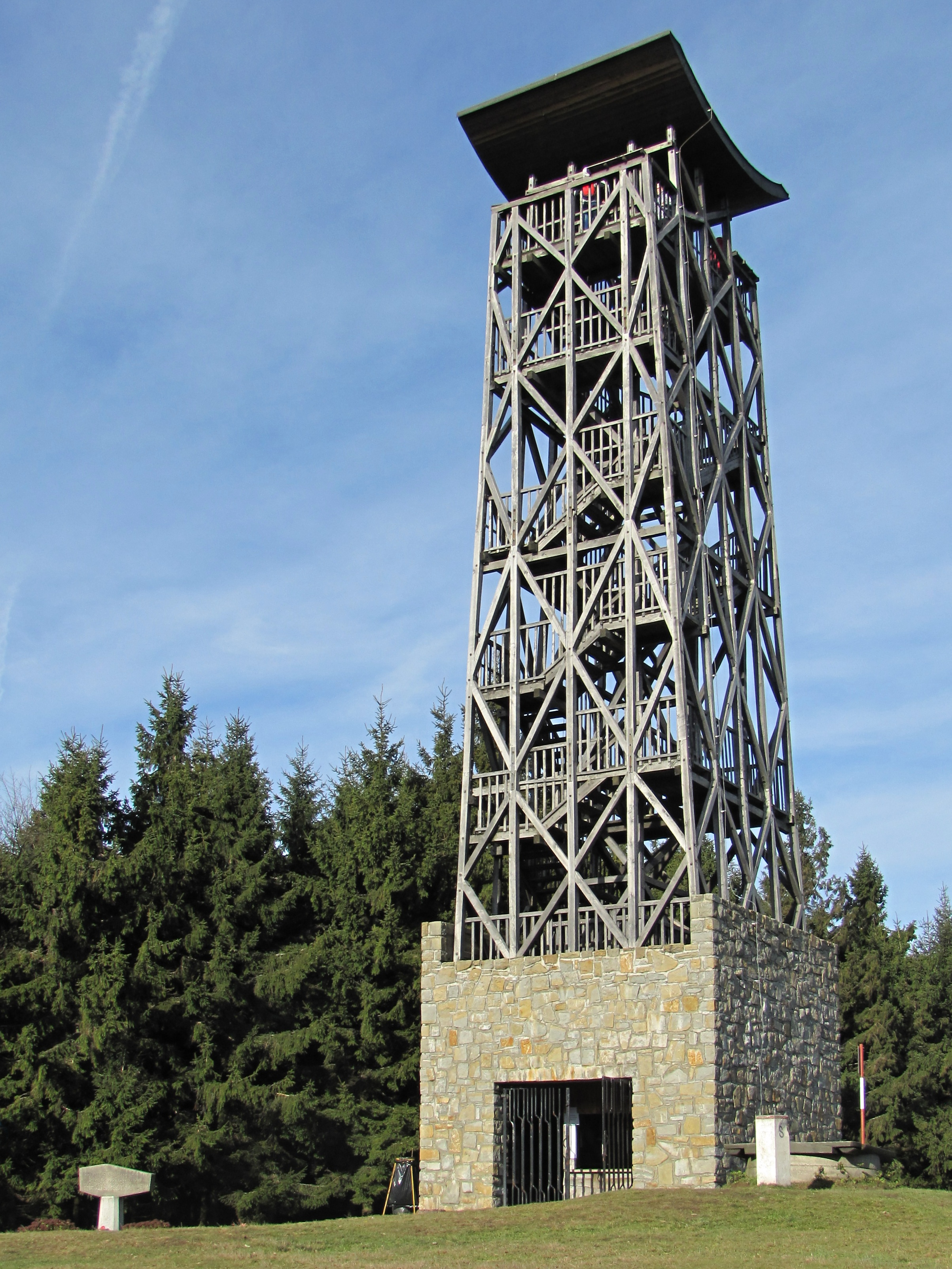
Aussichtsturm

Der Berg ist Teil der Lopenická hornatina (Lopeníkbergland). Im Norden schließt sich auf tschechischem Gebiet der Malý Lopeník (881 m) an. Umliegende Orte sind Lopeník im Norden, Březová im Westen, Predpoloma im Osten sowie Grúň im Süden. Letztere Orte sind Teil der slowakischen Gemeinde Nová Bošáca.

## Geschichte
1944 entstand der erste hölzerne Aussichtsturm auf dem Berg, der nur kurze Zeit bestand und 1946 niederbrannte. Sein Nachfolger stürzte 1972 um. Nach der am 23. Juni 2002 erfolgten Grundsteinlegung begann im Jahre 2004 der gemeinsam von slowakischer und tschechischer Seite getragene Bau eines neuen Turmes, der am 16. Juli 2005 eingeweiht wurde. Er hat eine Höhe von 22 Metern und ist, wie seine Vorgänger, eine Holzkonstruktion. Die Baukosten betrugen ca. 2 Mio. Kronen. Bis zur in 20 m Höhe befindlichen Aussichtsplattform führen 101 Stufen.
Der Berg wird auf der slowakischen Seite für Paragliding genutzt.